# Josse Cooreman
Josse Cooreman (Lebbeke, 16 november 1826 - Asse, 8 september 1902) was een Belgisch politicus.
Hij werd geboren als zoon van Frans Cooreman (1772-1837) en Therese van Biesen (1799-1858) en was als politicus actief in de gemeente Lebbeke in Oost-Vlaanderen. Joos Cooreman was landbouwer van beroep en trad toe tot de gemeenteraad in 1860. Hij werd er schepen in 1861 en bleef in functie tot in 1875. Vervolgens werd hij burgemeester tot 1881, waarop een tweede termijn volgde van 1885 tot 1887.
Joos Cooreman was gehuwd met Justine Willocx (1830-1911), de dochter van schepen Jacques Emmanuel Willocx uit Londerzeel. Zij waren de ouders van het provinciaal raadslid en  bestendig afgevaardigde van Oost-Vlaanderen Jean-Baptiste Cooreman en de overgrootouders van senator Etienne Cooreman.